# Verbena macdougalii
Verbena macdougalii är en verbenaväxtart som beskrevs av Amos Arthur Heller. Verbena macdougalii ingår i släktet verbenor, och familjen verbenaväxter. Inga underarter finns listade i Catalogue of Life.